# 曾雨音
曾雨音（1909年—），笔名浪舟、乐兵，男，福建龙岩人，中国音乐教育家，曾任中国音乐家协会理事。